# Wunderblumengewächse
Die Wunderblumengewächse (Nyctaginaceae) bilden eine Familie in der Ordnung der Nelkenartigen (Caryophyllales) innerhalb der Bedecktsamigen Pflanzen. Außer als Zierpflanzen werden nur wenige Arten vom Menschen genutzt.

## Beschreibung und Ökologie

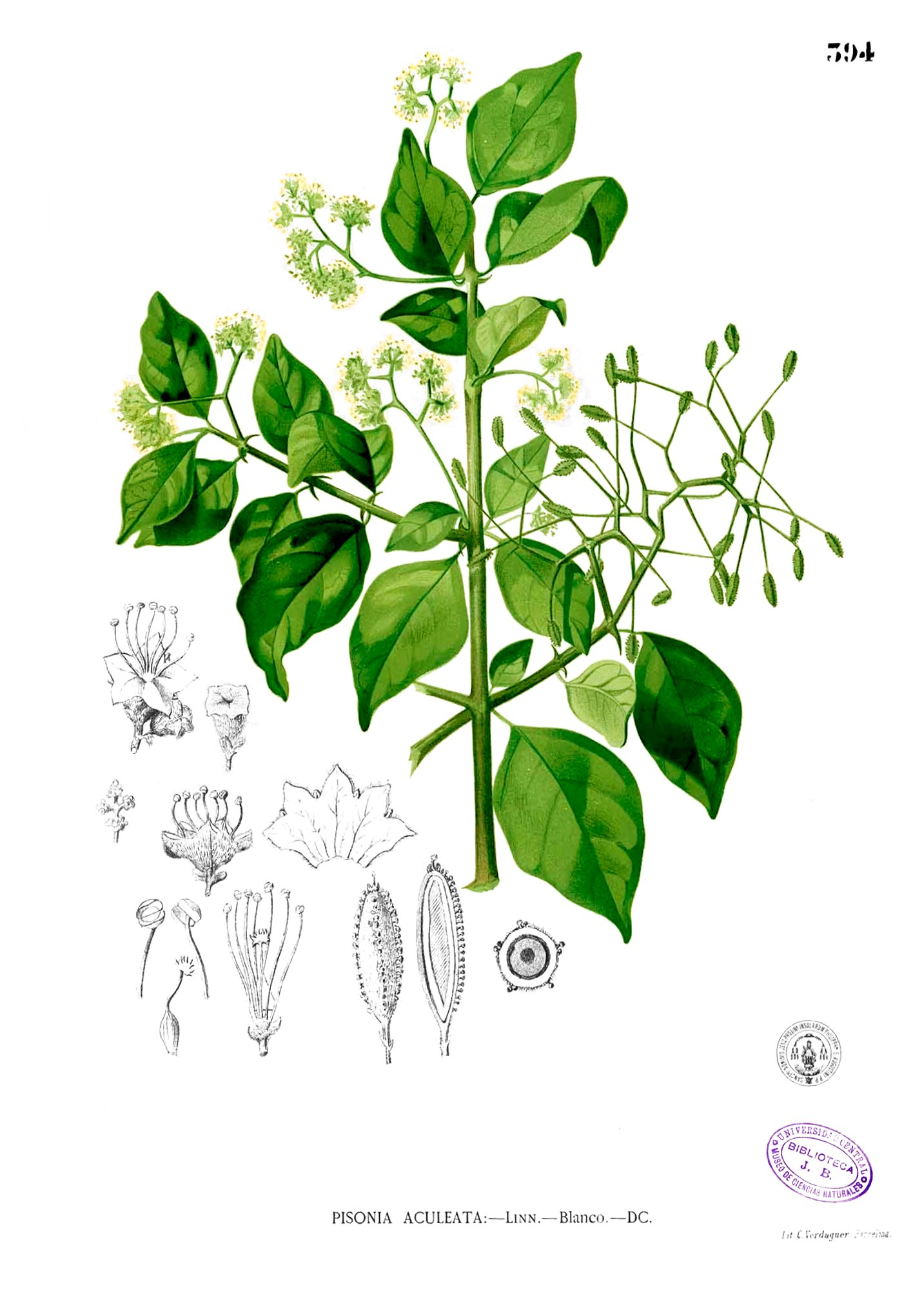
Illustration aus Francisco Manuel Blanco
von Pisonia aculeata

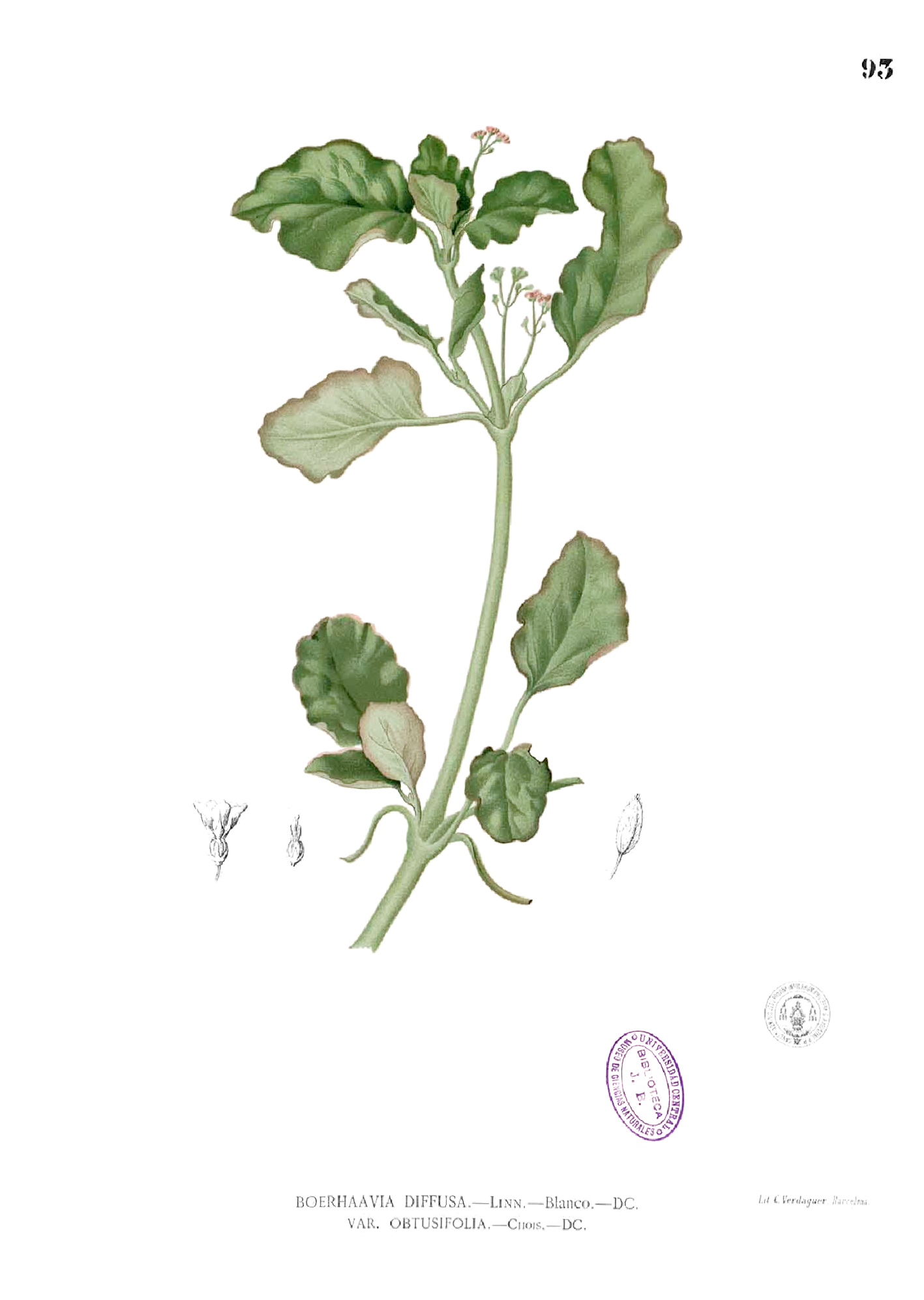
Illustration aus Francisco Manuel Blanco
von Boerhavia diffusa

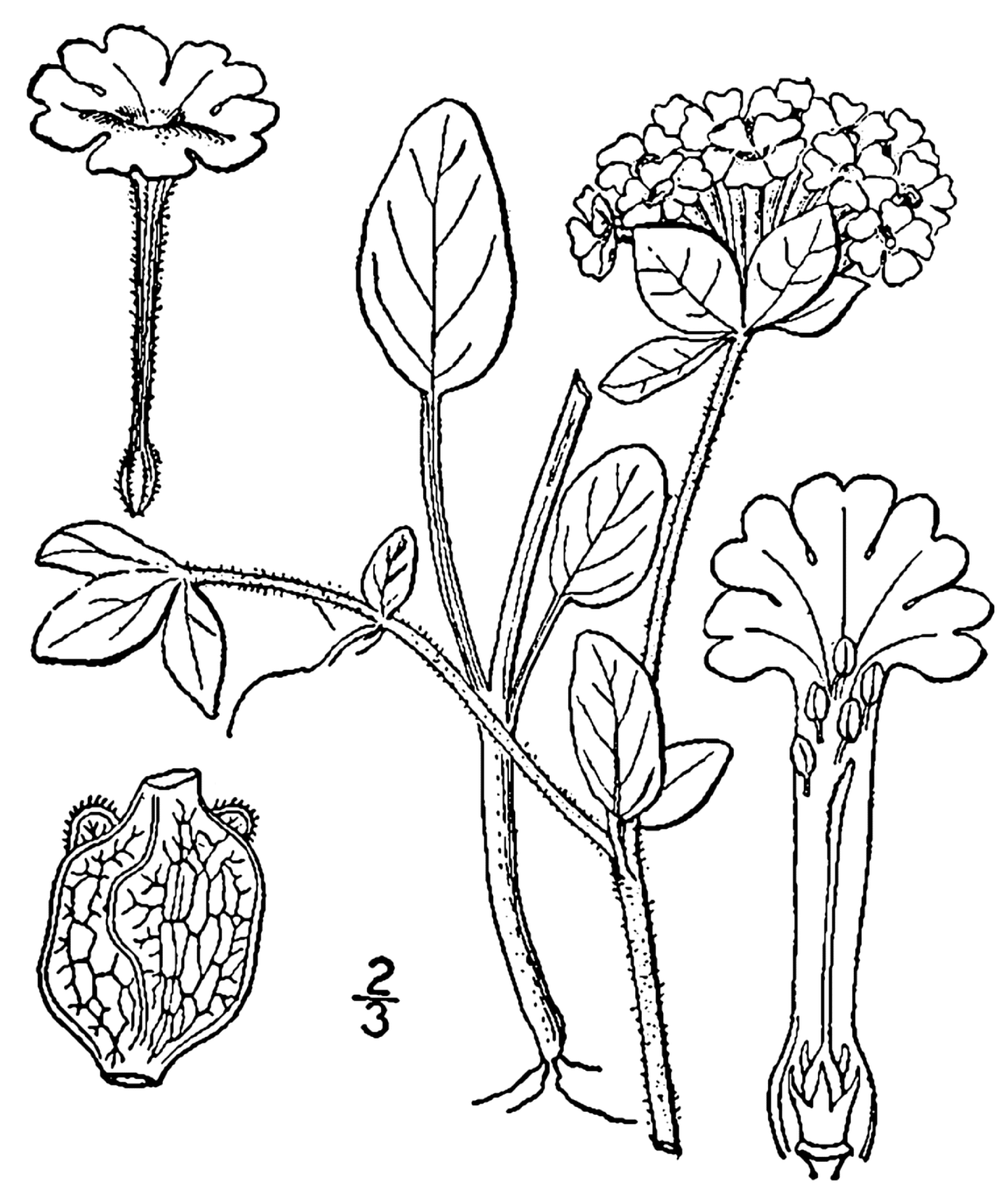
Abronia fragrans, Zeichnung der Details

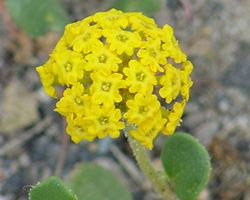
Blütenstände von Abronia latifolia

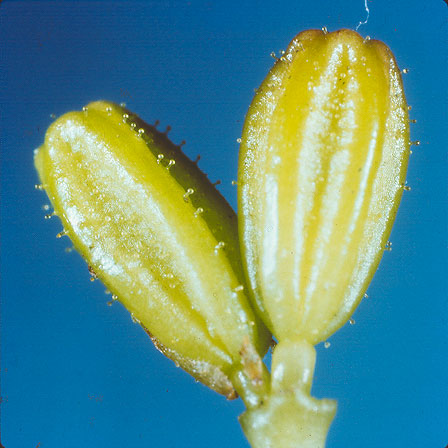
Früchte von Boerhavia diffusa

### Erscheinungsbild und Laubblätter
Sie wachsen oft als einjährige bis ausdauernde krautige Pflanzen; oder es sind verholzende Pflanzen: Sträucher, selten Bäume, manchmal stachelige Kletterpflanzen und einige Pisonia-Arten sind Lianen. Die Wurzeln sind faserig oder oft fleischig oder bilden Wurzelknollen aus. Die Sprossachsen sind meist selbständig aufrecht, seltener kriechend oder in an anderen Pflanzen kletternd. Bei einigen krautigen Arten sind die Knoten (Nodien) deutlich verdickt. Es ist oft anomales Sekundäres Dickenwachstum vorhanden. Die Siebröhren-Plastiden sind vom P-Typ. Oft oxidiert das Holz sobald es angeschnitten wird; es wird beispielsweise orange oder rot-braun. Die Endknospen sind oft intensiv braun.
Die Laubblätter sind meist gegenständig, selten wechselständig oder spiralig angeordnet. Die Blattpaare sind manchmal ungleich. Es ist meist ein Blattstiel vorhanden. Die einfache Blattspreite ist krautig oder manchmal fleischig bis sukkulent, mit glatter bis behaarter Oberfläche und mit glattem bis gebuchtetem Blattrand. Oft werden die Laubblätter dunkelgrau beim Trocknen. Nebenblätter fehlen.

### Blütenstände und Blüten
Die Blüten stehen manchmal einzeln, meist stehen sie in achsel- oder meist endständigen, einfachen oft zusammengesetzten Blütenständen aus zymösen, doldigen, traubigen oder bündeligen Teilblütenständen. Die manchmal auffälligen und leuchtend gefärbten Hochblätter sind manchmal verwachsen und bilden manchmal eine kelchartige Hülle (Involucrum) um einen Teilblütenstand aus ein bis 80 Blüten.
Die radiärsymmetrischen Blüten sind meist zwittrig oder selten eingeschlechtig. Wenn die Blüten eingeschlechtig sind, dann sind die Pflanzen einhäusig getrenntgeschlechtig (monözisch). Meist fünf (drei bis zehn) Kelchblätter sind röhrig verwachsen und sehen oft kronblattartig aus; es sind die Schauorgane dieser Blüten. Kronblätter fehlen. Die meist drei bis fünf (ein bis 18, selten bis 30) Staubblätter sind oft an der Basis verwachsen. Die Pollenkörner sind 3- bis 18-colpat oder über 12-porat. Mit etwa 200 µm Länge sind die Pollenkörner bei einigen Taxa, außer den noch größeren bei den Wasserpflanzenarten der Cymodoceaceae (Alismatales), mit die größten innerhalb der Bedecktsamer. Es ist nur ein oberständiges Fruchtblatt mit nur einer Samenanlage in freier zentraler Plazentation vorhanden, das aber durch die es eng umhüllenden Kelchblätter unterständig wirkt. Der dünne Griffel endet in einer kopfigen bis kugeligen oder dünnen Narbe, die manchmal ein Büschel von Haaren besitzt. Die Nektarsekretion erfolgt auf dem Blütenboden. Viele Arten (von Anulocaulis, Cyphomeris, Acleisanthes, Mirabilis, Abronia, Tripterocalyx) blühen am Abend oder in der Nacht (daher der englische Trivialname „four o'clock family“) und werden von Motten bestäubt. Sowohl cleistogame (geschlossen und selbstfertil) und chasmogame (offene) Blüten werden in vier Gattungen (Acleisanthes, Cyphomeris, Nyctaginia, Mirabilis) gebildet.

### Früchte und Samen
Die Früchte sind achänen- oder nussähnlich, geflügelt oder gerippt, sind auch bei Reife noch von der fleischigen, ledrigen oder holzigen Basis des Kelches umhüllt und enthalten nur einen Samen; dieses ganze als „Anthokarp“ bezeichnete Gebilde wirkt oft steinfruchtartig. Die Ausbreitung der Diaspore ist oft epizoochorisch, da die Früchte durch Drüsensekrete klebrig sind (bei Acleisanthes, Allionia, Boerhavia, Cyphomeris, vielen Anulocaulis- und vielen Mirabilis-Arten). Bei anderen Taxa besitzen die Früchte flügelartige Strukturen, die der Windverbreitung dienen. Die stärkehaltigen Samen besitzen einen gut entwickelten, großen, grünen Embryo, der meist gekrümmt oder selten gerade ist.

### Inhaltsstoffe und Chromosomensätze
Es sind Betalaine und Isoflavonoide vorhanden. An Flavonolen sind Kaempferol und/oder Quercetin vorhanden. Es kann Cyanidin vorhanden sein. Es werden Calciumoxalat-Kristalle als Raphiden akkumuliert. Physiologie im C3-Typ (Bougainvillea, Mirabilis) oder C4-Typ (Allionia, Boerhaavia) wurde bei einigen Taxa dokumentiert.
Es gibt einige gipstolerante Arten, die oft Endemiten sind.
Die Chromosomengrundzahlen betragen soweit bekannt n = 9, 10 oder 11 (8 bis über 13) (von vielen Gattungen sind die Chromosomengrundzahl nicht bekannt); von Chromosomenzahlen 2n = 20 bis 2n = 136 wird berichtet. Polyploidie und Aneuploidie spielen in der Evolution innerhalb einzelner Taxa eine wichtige Rolle.

## Systematik und Verbreitung

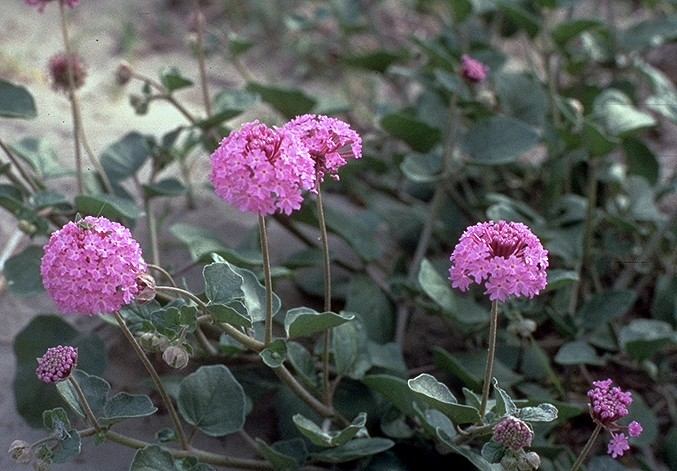
Abronia ameliae

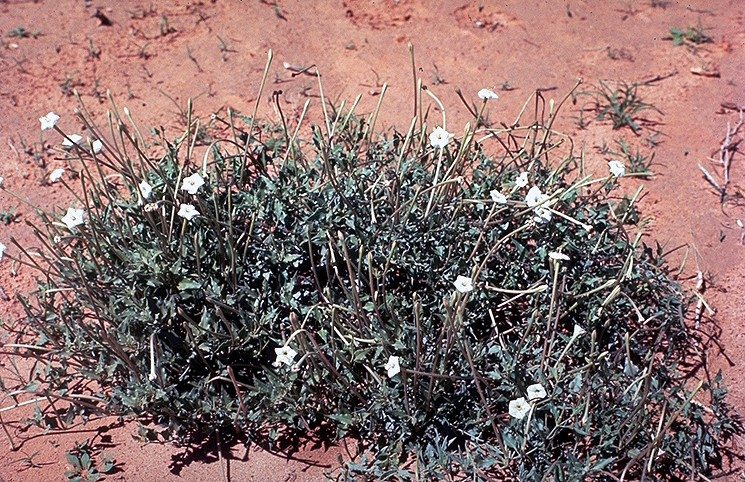
Acleisanthes longiflora

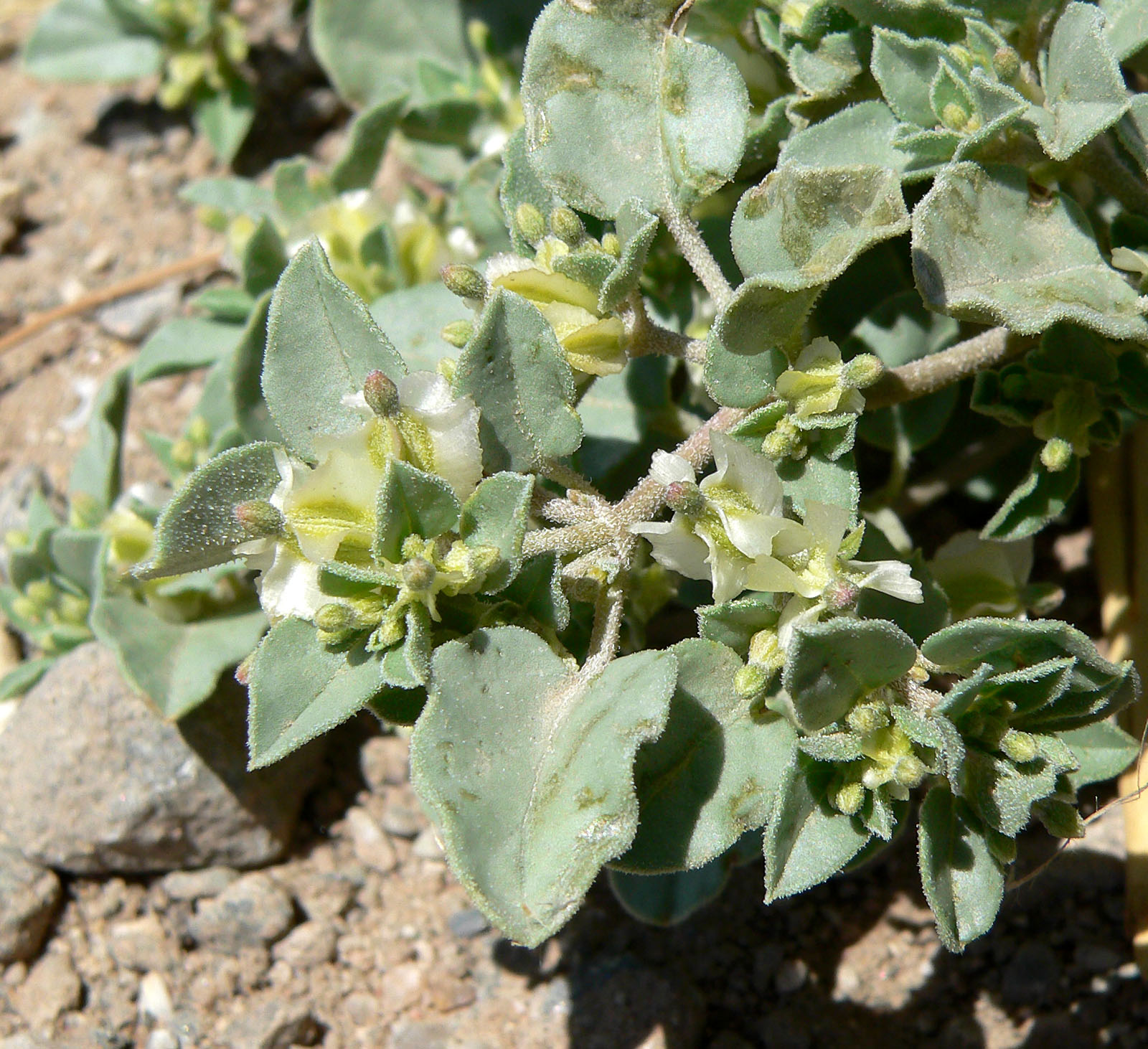
Acleisanthes nevadensis

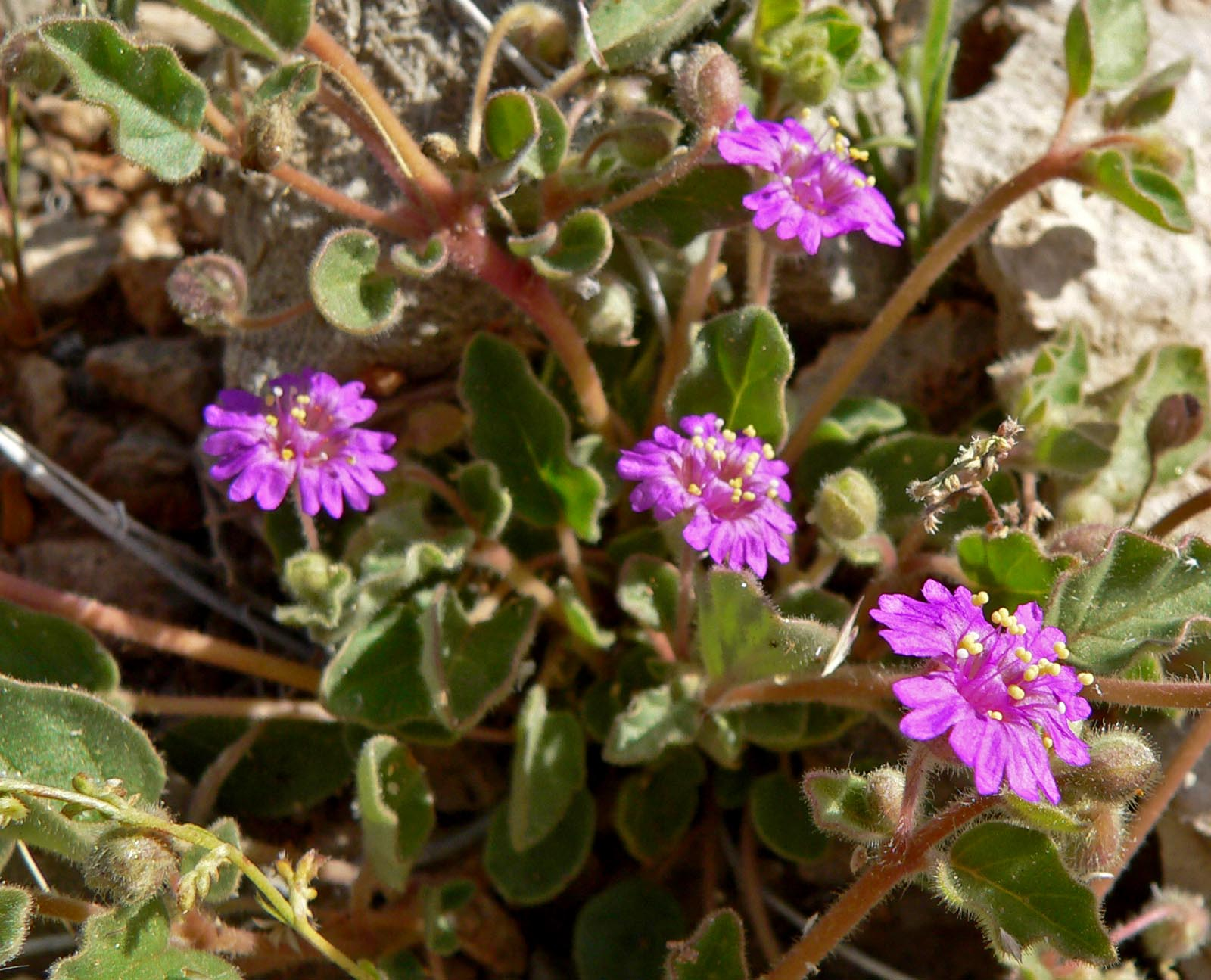
Allionia incarnata

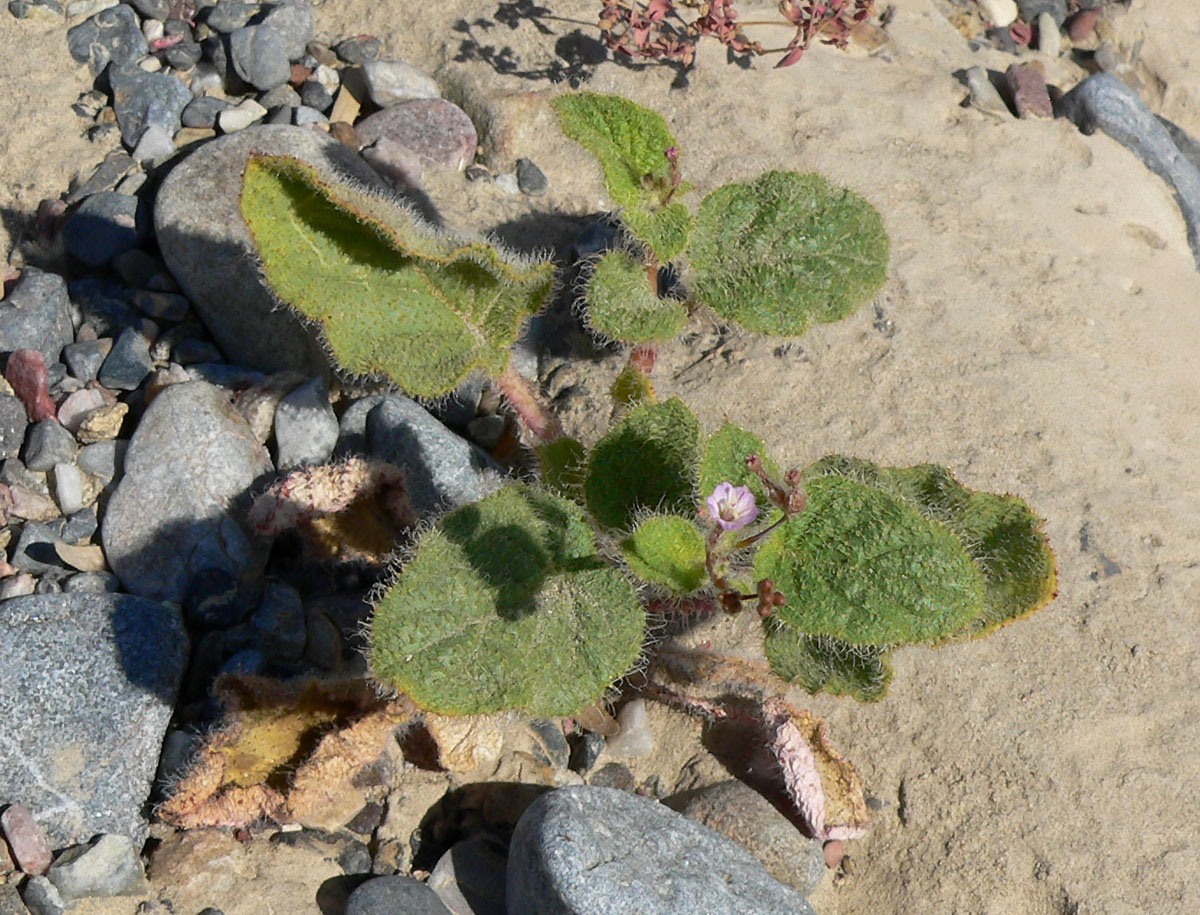
Anulocaulis annulatus

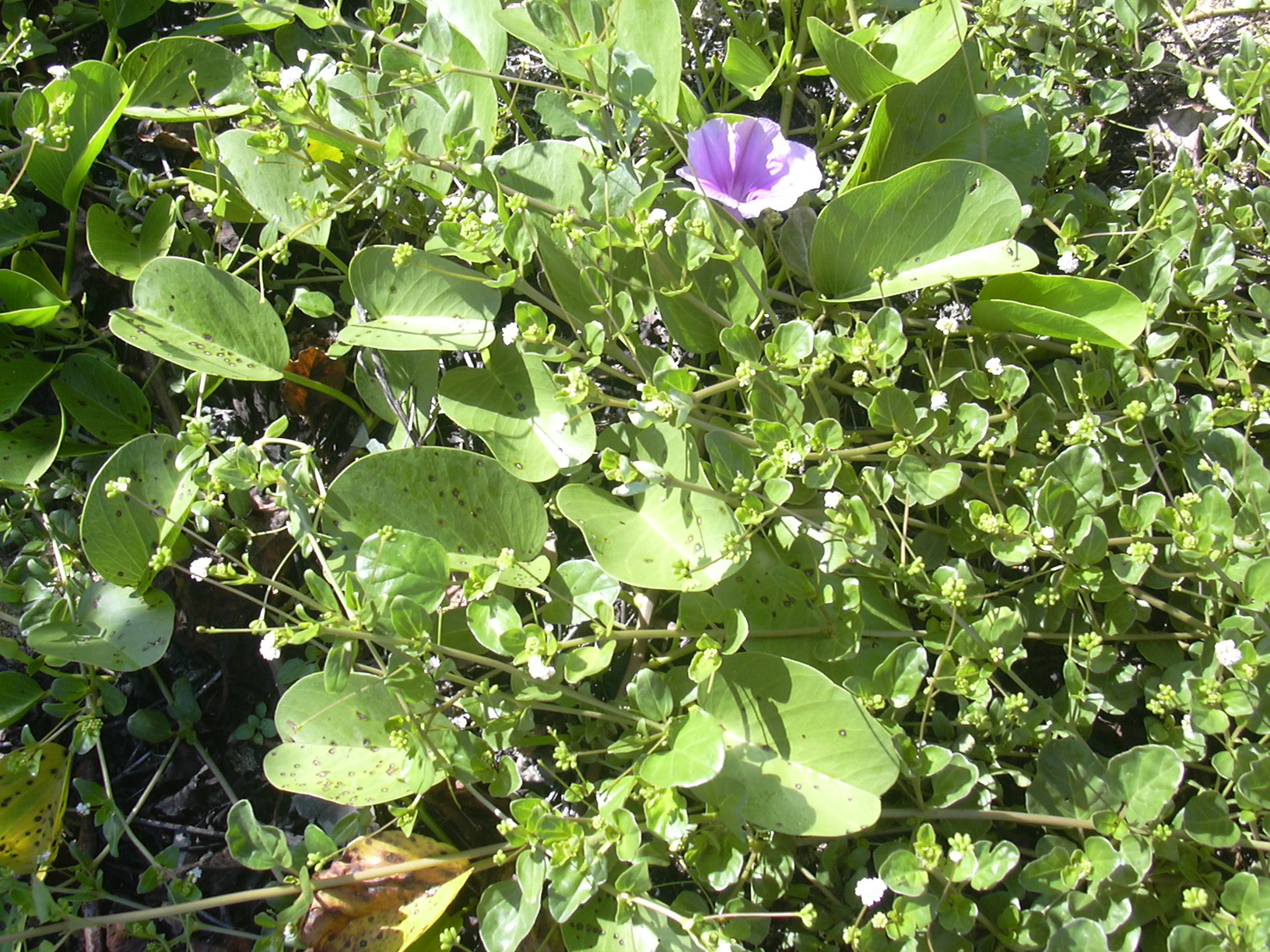
Boerhavia repens

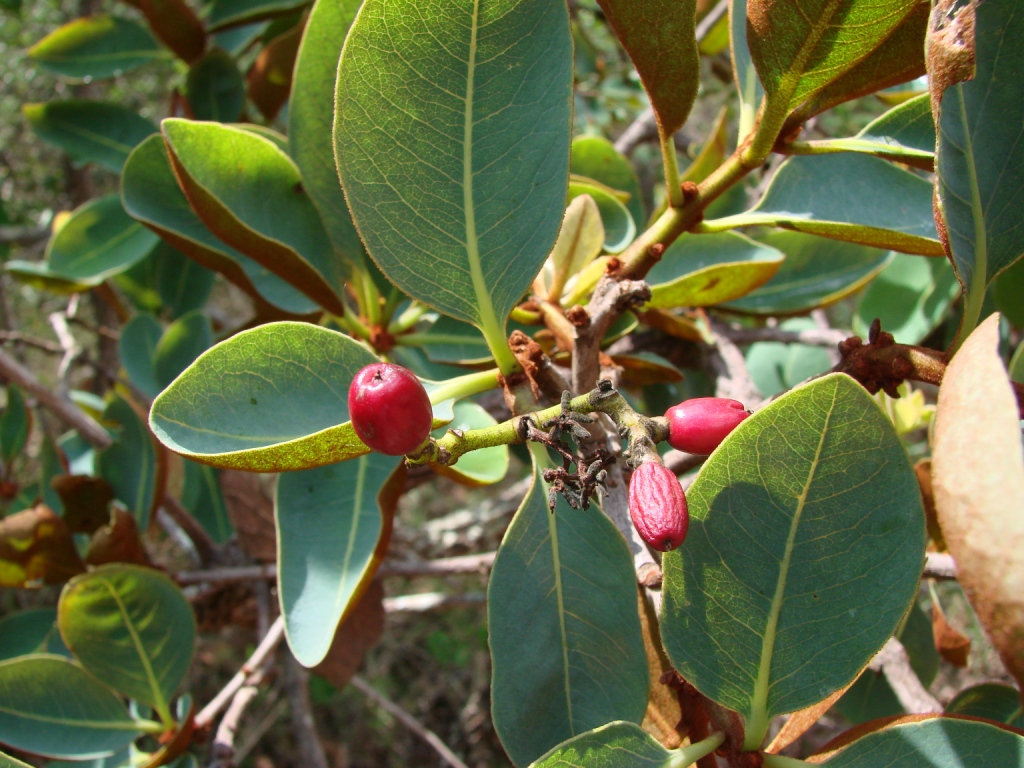
Guapira noxia

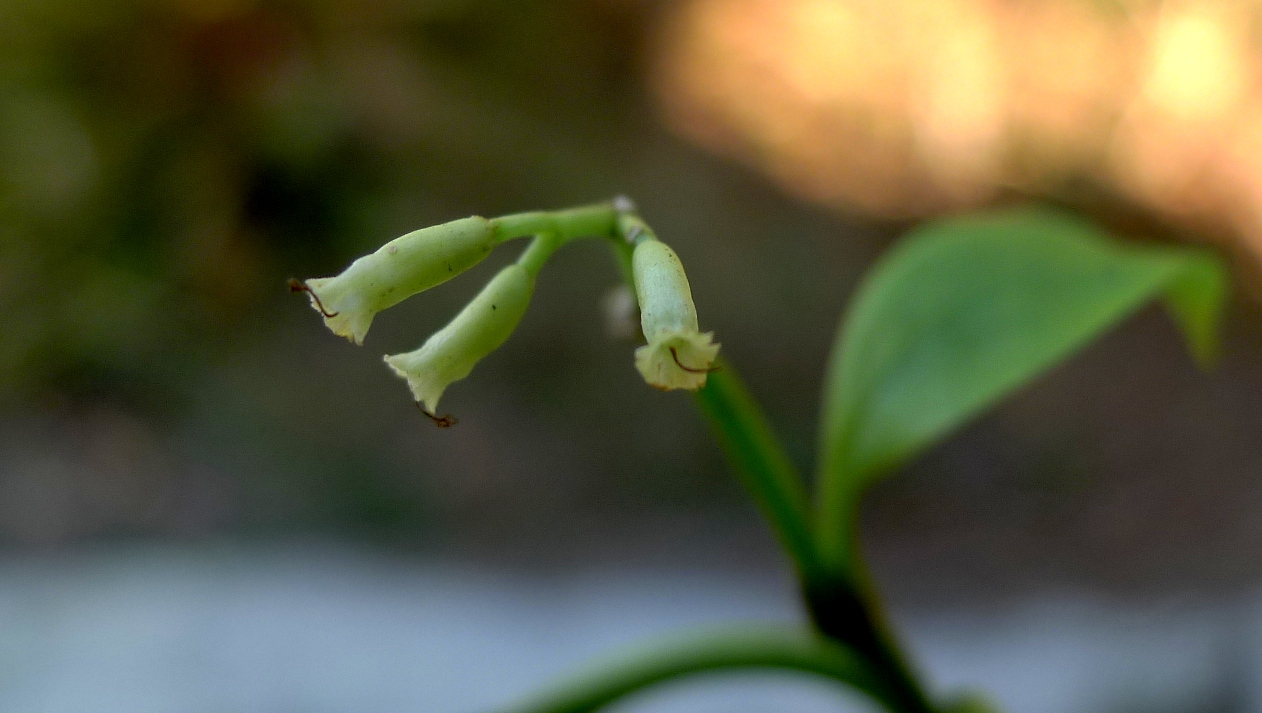
Neea laxa

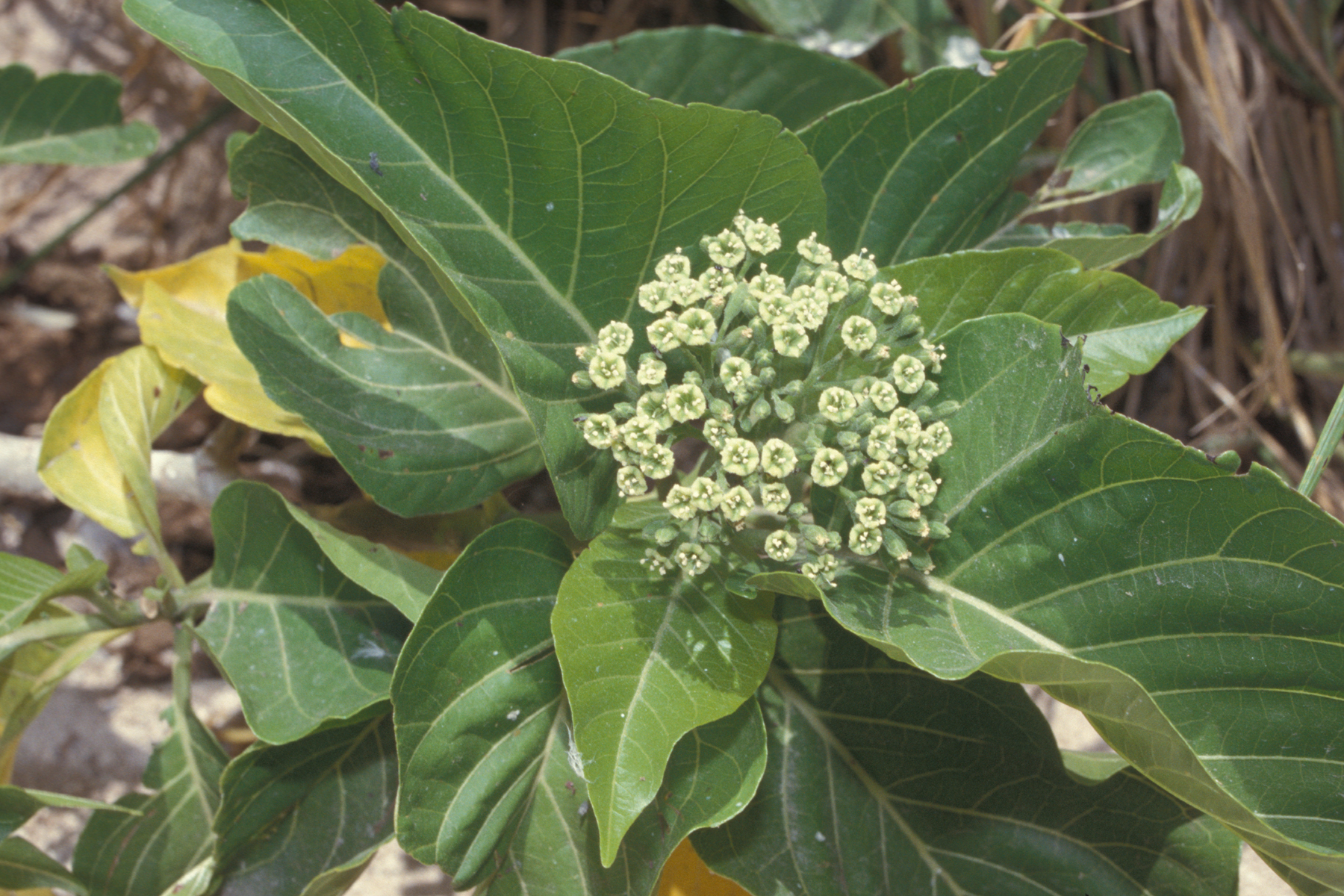
Pisonia grandis

Die Verbreitung ist hauptsächlich pantropisch. Die Schwerpunkte der Artenvielfalt liegen in der Neotropis, zum einen verholzende Taxa (Bougainvillea, Guapira, Neea, Pisonia) oder krautige Taxa (Colignonia, Salpianthus) in tropischen Gebieten Südamerikas und der Karibik, zum anderen xerophytische Taxa (Abronia, Acleisanthes, Boerhavia, Commicarpus, Mirabilis) in den ariden Gebieten Nordamerikas. Sie gedeihen meist in tropischen, subtropischen und warm-gemäßigten Gebieten.
Die Erstveröffentlichung der Familie erfolgte 1789 durch Antoine Laurent de Jussieu unter dem Namen Nyctagines in Genera Plantarum, 90. Typusgattung ist Nyctago Juss. heute ein Synonym von Mirabilis L., die bereits 1753 in Species Plantarum, 1, 177 veröffentlicht wurde.
Synonyme für Nyctaginaceae Juss. sind: Allioniaceae Horan., Bougainvilleaceae J.Agardh, Mirabilidaceae W.R.B.Oliv., Pisoniaceae J.Agardh.
Die Abgrenzung der Gattungen und der sechs bis acht Tribus der Nyctaginaceae ist schwierig und führte zu vielen Synonymen. In der Vergangenheit wurde die Familie am intensivsten von Heimerl in Die Natürlichen Pflanzenfamilien 1889, 1934 und von Standley 1909, 1911, 1918, 1931 bearbeitet. Viele Gattung enthalten nur wenige Arten und in der Bearbeitung von  G. H. M. Lawrence 1951 sind sogar 50 % monotypisch. Bittrich und Kühn 1993 stellten eine vollständige Einteilung der Familie in Tribus und Subtribus auf. Ab 2000 veröffentlichte Levin Ergebnisse molekulargenetischer Untersuchungen. Norman A. Douglas und Paul S. Manos 2007 diskutierten eigene und bisherige Untersuchungen.
Innerhalb der Ordnung der Caryophyllales in der Gruppe der betalainhaltigen Familien bilden die Phytolaccaceae mit den Sarcobataceae und Nyctaginaceae eine Klade; diese drei Familien haben gemeinsam, dass sie nur eine einzige basale Samenanlage im einzigen Fruchtblatt je Blüte besitzen.
Die Familie der Nyctaginaceae enthält etwa 28 bis 34 Gattungen mit etwa 300 bis fast 400 Arten:
- Abronia Juss.: Mit etwa 20 bis 33 krautigen Arten in den südwestlichen Vereinigten Staaten (19 Arten) und Mexiko.[4]
- Acleisanthes A.Gray (Syn.: Ammocodon Standl. und Selinocarpus A.Gray): Die etwa 7 bis 17 ausdauernden krautigen Arten kommen in den südwestlichen USA (12 Arten), im nördlichen Mexiko und eine Art in Somalia vor.[4]
- Allionia L. (Syn.: Wedelia Loefl., Wedeliella Cockerell): Die nur zwei krautigen Arten kommen von den zentralen und westlichen Vereinigten Staaten bis Chile und Argentinien vor.[4]
- Andradea Allemão: Es gibt nur eine Art:[4]
  - Andradea floribunda Allemão: Sie kommt vom nordöstlichen bis südöstlichen Brasilien in den Bundesstaaten Bahia, Espírito Santo, Minas Gerais sowie Rio de Janeiro vor.[5]
- Anulocaulis Standl.: Die etwa fünf krautige Arten sind von den südwestlichen USA bis ins nördliche Mexiko verbreitet.
- Belemia Pires: Es gibt nur eine Art:
  - Belemia fucsioides Pires: Sie gedeiht im Mata Atlântica im südöstlichen Brasilien in den Bundesstaaten Espírito Santo sowie Minas Gerais. Es ist eine verholzende Pflanze.[5]
- Boerhavia L.: Die 20 bis 50 Arten sind fast weltweit verbreitet.
- Bougainvillea Comm. ex Juss. (Syn.: Tricycla Cav.): Die etwa 18 Arten sind in Südamerika verbreitet. Zwei Arten und ihre Sorten werden weltweit als Zierpflanzen verwendet und sind in subtropischen bis tropischen Gebieten verwildert.
- Caribea Alain: Es gibt nur eine Art:
  - Caribea littoralis Alain: Es ist ein an der Küste wachsender Endemit des südöstlichen Kubas.[4]
- Cephalotomandra H.Karst. & Triana: Die nur ein bis drei Arten kommen in Zentralamerika vor.[4]
- Colignonia Endl.: Die etwa sechs Arten gedeihen in den Anden von Kolumbien bis Argentinien.[4]
- Commicarpus Standl.: Die 25 bis 35 Arten sine in der Neotropis, in Eurasien, in Afrika, auf der südlichen Arabischen Halbinsel und in Australien verbreitet.
- Cryptocarpus Kunth: Es gibt nur eine Art:
  - Cryptocarpus pyriformis Kunth: Sie kommt im westlichen Südamerika und auf den Galapagos-Inseln vor.[4]
- Cuscatlania Standl.: Es gibt nur eine Art:
  - Cuscatlania vulcanicola Standl.: Sie kommt in Zentralamerika vor.[4]
- Cyphomeris Standl. (Syn.: Senckenbergia Post & Kuntze): Die nur zwei ausdauernden krautigen Arten sind von den südwestlichen USA bis ins nördliche Mexiko verbreitet.
- Grajalesia Miranda: Es gibt nur eine Art:
  - Grajalesia fasciculata (Standl.) Miranda: Sie kommt in Mexiko vor.[4]
- Guapira Aubl.: Es gibt etwa (10 bis) 70 Arten, die im tropischen Amerika vorkommen.[4]
- Leucaster Choisy: Es gibt nur eine Art:[4]
  - Leucaster caniflorus (Mart.) Choisy: Sie kommt im südöstlichen Brasilien in den Bundesstaaten Espírito Santo, Minas Gerais, Rio de Janeiro vor.[5]
- Wunderblumen (Mirabilis L., Syn.: Allioniella Rydb., Calyxhymenia Ortega, Hermidium S.Watson, Hesperonia Standl., Nyctago Juss., Oxybaphus L'Hér. ex Willd., Quamoclidion Choisy): Die 50 bis 60 krautigen Arten sind hauptsächlich in der Neuen Welt verbreitet.
- Neea Ruiz & Pav.: Es gibt etwa 85 neotropische, verholzende Arten; sie kommen vom südlichen Florida bis Bolivien vor.[4]
- Neeopsis Lundell: Es gibt nur eine Art:[4]
  - Neeopsis flavifolia (Lundell) Lundell: Sie kommt in Guatemala vor.[4]
- Nyctaginia Choisy: Es gibt nur eine Art:
  - Nyctaginia capitata Choisy: Diese ausdauernde krautige Pflanze kommt von den südwestlichen USA bis ins nördliche Mexiko vor.
- Okenia Schltdl. & Cham.: Es gibt nur 1–2 Arten; sie kommen von Florida bis Mexiko und Nicaragua vor.[4] Dazu gehört:
  - Okenia hypogaea Schltdl. & Cham.: Diese einjährige Pflanze kommt in Florida, Mexiko und Nicaragua vor.[2]
- Phaeoptilum Radlk.: Es gibt nur eine Art:
  - Phaeoptilum spinosum Radlk.: Sie kommt im südwestlichen Afrika vor.[4]
- Pisonia L. (Syn.: Calpidia Thouars, Ceodes J.R.Forst. & G.Forst., Heimerlia Skottsb., Heimerliodendron Skottsb., Rockia Heimerl, Timeroyea Montrouz., Torrubia Vell., Torrukia Vell.): Es gibt 10 bis 50 pantropische, verholzende Arten. Sie kommen hauptsächlich in Amerika vor.[4]
- Pisoniella (Heimerl) Standl.: Es gibt nur zwei Arten:
  - Pisoniella arborescens (Lag. & Rodr.) Standl.: Sie kommt in Mexiko vor.
- Ramisia Glaz. ex Baill.: Es gibt nur eine Art:
  - Ramisia brasiliensis Oliv.: Sie kommt im nordöstlichen bis südöstlichen Brasilien in den Bundesstaaten Bahia, Espírito Santo, Minas Gerais sowie Rio de Janeiro vor.[5]
- Reichenbachia Spreng.: Die nur eine oder zwei Arten kommen im tropischen Südamerika vor.[4]
- Salpianthus Bonpl. (Syn.: Boldoa Cav. ex Lag.): Es gibt etwa fünf Arten:
  - Salpianthus macrodontus Standl.: Sie kommt im westlichen Mexiko vor.
- Tripterocalyx (Torr.) Hook.: Die etwa vier einjährigen Arten sind in Nordamerika und im nördlichen Mexiko verbreitet.[2]

## Nutzung
Einige Arten dienen der menschlichen Ernährung: Abronia fragrans Nutt., Abronia latifolia Esch., Boerhavia diffusa L., Mirabilis expansa (Ruiz. & Pav.) Standl., Mirabilis jalapa L. und Mirabilis multiflora (Torr.) A.Gray.
Einige Arten werden medizinisch verwendet.
Wenige Arten und ihre Sorten sind Zierpflanzen: Bougainvillea-Sorten, Wunderblume (Mirabilis jalapa) und Pisonia umbellifera.
Von einigen Pisonia-Arten wird das klebrige Perikarp der Früchte zum Fangen von Vögeln benutzt.